# Picus chlorolophus
Picus chlorolophus е вид птица от семейство Picidae.

## Разпространение
Видът е разпространен в Бангладеш, Бутан, Виетнам, Индия, Индонезия, Камбоджа, Китай, Лаос, Малайзия, Мианмар, Непал, Тайланд и Шри Ланка.